# Brent Sexton
Brent Sexton est un acteur américain né le 12 août 1967 à Saint-Louis (Missouri).
Il gagne un CAMIE Award pour son rôle dans Radio.

## Filmographie

### Cinéma
- 2004 : Criminal de Gregory Jacobs : Ron
- 2005 : Flight Plan de Robert Schwentke : Elias
- 2007 : Dans la vallée d'Elah de Paul Haggis : le lieutenant Burke
- 2016 : The Belko Experiment de Greg McLean : Vince Agostino
- 2020 : Irresistible de Jon Stewart
- 2023 : Miranda's Victim de Michelle Danner : le sergent Nealis

### Télévision
- 1999 : Walker, Texas Ranger (Saison 8, Épisode 7) : Breen
- 1999 : Amy (Saison 1, Épisode 21) : Oscar Ray Pant Jr
- 2000 : Troisième planète après le Soleil (TV) (Saison 6, Épisodes 3, 4 et 5)
- 2000 : Diagnostic : Meurtre (Saison 8, Épisode 9) : Le mécanicien
- 2000 : X-Files : Aux frontières du réel (Saison 8, Épisode 12) : Steven Mellite
- 2000 : Amy (Saison 2, Épisodes 8, 9 et 22) : Oscar Ray Pant Jr
- 2000 : Boston Public (Saison 1, Épisode 18) : Calvin Scott
- 2001 : Special Unit 2 (Saison 1, Épisode 1) : Edwards
- 2001 : Lydia DeLucca (Saison 2, Episode 14 et 17) : Jimmy Stovic
- 2001 : New York Police Blues (Saison 9, Episode 4) : Roy Wessner
- 2001 : Sept à la maison (Saison 6, Episode 18)
- 2002 : Le Protecteur (Saison 2, Episode 7) : Tom Burke
- 2002 : Ma famille d'abord (Saison 3, Episode 19)
- 2002 : 24 heures chrono (Saison 2, Episode 16)
- 2002 : Les Anges de la nuit (Saison 1, Épisodes 1, 2, 5 et 6) : Détective McNally
- 2003 : JAG (Saison 9, Episode 17)
- 2003 : Washington Police (Saison 4, Episode 7) : Mr Innis
- 2004 : Cold Case : Affaires classées (Saison 2, Episode 16) : Ken Bream
- 2004 : The Shield (Saison 3, Episode 3) : Paul Fets
- 2005 : Surface (Saison 1, Épisodes 1, 2 et 4)
- 2005 : Grey's Anatomy (Saison 1, Episode 5) : Jerry Frost
- 2005 - 2006 : Deadwood : Harry Manning
- 2006 : Dossier Smith (Saison 1, Episode 3) : Mark Langley
- 2006 : FBI : Portés disparus (Saison 5, Episode 15) : Sgt. Brown
- 2007 - 2009 : Life : Brigadier Bobby Starks
- 2007 : Weeds (Saison 3, Episode 11) : Cliff Haskel
- 2011 : The Killing (Saison 1) : Stanley Larsen (saison 2)
- 2016 : Hawaii 5-0 (Saison 7, Episode 5) : Marvin Osweiler / Kyle Kane
- 2016 : Harry Bosch (Saison 2) : Carl Nash
- 2017 : New York, unité spéciale (saison 18, épisode 11) : Jim Turner
- 2019 : Mindhunter (Saison 2) : Garland Periwinkle
- 2019 : Deadwood : le film (TV) : Harry Manning
- 2020 : The Expanse (Saison 5): Cyn
- 2024 : Tracker : Keaton (saison 2, épisodes 6 et 8)